# Abû Hanîfa
Nuʿmān ibn Thâbit ibn Zūṭā ibn Marzoubān (en arabe : نعمان بن ثابت بن زوطا بن مرزبان), connu sous la kunya d'Abū Ḥanīfa (en arabe : أبو حنيفة), ou respectueusement sous le nom d'Imam Abū Ḥanīfa de « plus grand imâm » (en arabe : الإمام الاعظم, al-Imâm al-A'zam), « lampe des Imams » (sirāj al-aʾimma) dans l'islam sunnite,, était un théologien du IIe siècle hégirien et du VIIIe siècle du calendrier julien, ainsi qu'un juriste d'origine perse, qui devint le fondateur éponyme de l'école de jurisprudence sunnite hanafite.
Celle-ci est demeurée l’école de droit musulman la plus suivie dans la tradition sunnite. Aujourd'hui, un tiers des musulmans dans le monde suivent l'école de jurisprudence hanafite.

## Biographie
Né en 699 dans une famille musulmane de Koufa, un des centres d'apprentissage islamique de l'époque, il y a vécu presque toute sa vie. Il est néanmoins connu pour avoir voyagé dans la région du Hedjaz en Arabie lors de sa jeunesse. Là-bas, il a étudié sous l'autorité des enseignants les plus renommés de La Mecque et Médine à cette époque.

### Origines et enfance
Son ascendance est généralement reconnue comme étant d’origine persane, comme le suggère l’étymologie des noms de son grand-père (Zouta) et de son arrière-grand-père (Mah). L'historien Al-Khatib al-Baghdadi rapporte une déclaration du petit-fils d'Abou Hanifa, Ismaïl ibn Hammad (ar) allant selon lui dans ce sens,. La divergence dans les noms du grand-père et de l'arrière-grand-père d'Abou Hanifa, tels que cités par Ismaïl, sont considérés comme étant dû à l’adoption par Zouta d'un nom arabe (Nou'man) après sa conversion à l'islam et que Mah et Marzouban sont des titres ou des désignations officielles en Perse. Le dernier désignant un margrave, se référant ainsi à l'ascendance noble de la famille d’Abou Hanifa comme étant celle des Marzoubans sassanides. L’opinion largement acceptée est donc qu'il est très probablement d’ascendance persane,. Le Hadith des Persans, dans lequel Mahomet dit : « Si la science était attachée à la plus haute étoile, un homme parmi les Persans l’atteindrait », se réfèrerait explicitement à Abou Hanifa. Le faqîh shâfi'îte As-Soyouti allant jusqu'à affirmer qu' « il a été unanimement communiqué que cet hadith concerne et réfère à Imâm-ı a’zam ».
Quant aux sources historiques, la plupart rapportent que ses ancêtres venaient de Kaboul : lorsque les armées du califat des Rachidoune pénètrent dans le Khorassan, son grand-père Zouta est fait prisonnier et emmené comme esclave de Kaboul à Koufa dans l'actuel Irak, où il est libéré contre le paiement d'une faible rançon. Il choisit comme protecteur (mawlâ) la tribu arabe des Banu Taym.
À Koufa, Zouta rencontre Ali, le cousin du prophète Muhammad, qui en avait fait sa capitale en rajab 36 AH. Les deux hommes se lient d'amitié. Thabit, un des enfants de Zouta, devient également un proche d'Ali et de sa descendance et, avant de mourir en martyr (chahid), le calife aurait fait des invocations à Allah pour qu'il bénisse la progéniture de celui-ci et lui accorde de Sa miséricorde. Sa demande fut exaucée et Abou Hanifa naquit dans cette même ville de Koufa, sous le règne du calife omeyyade Abd al-Malik qui avait pour gouverneur local Al-Hajjaj ben Yusef. Thabit ibn Zouta avait alors 40 ans.

### Âge adulte
Durant son enfance, Abou Hanifa faisait déjà preuve d'une certaine sagacité. Fakhreddine ar-Razi rapporte ainsi dans son tafsir que Qatadah (en), de passage à Koufa, fut interrogé par le jeune Abou Hanifa, qui lui demanda de quel sexe était la fourmi qui prévint ses congénères de l'arrivée de l'armée de Salomon dans le 18e verset de la 27e sourate (An-Naml) du Coran. Qatadah ne sut répondre à sa question. Abou Hanifa déclara alors qu'il s'agissait d'une fourmi femelle. Lorsque Qatadah lui demanda sur quoi il se basait pour affirmer cela, Abou Hanifa répondit qu'il se basait sur le Coran qui emploie l'expression Qalat namla, alors que si la fourmi avait été un spécimen mâle l'expression aurait été Qala namla selon les règles de la grammaire arabe.
Élevé dans la religion musulmane (il mémorisa le Qor'ān), parlant persan et arabe, le jeune Abou Hanifa était destiné à suivre les traces de son père, commerçant à Koufa. C'est ainsi qu'avant sa vingtième année, il fonda et fit prospérer un atelier de tissage de la soie (du khazza) ainsi qu'un commerce de vêtements. Il possédait un grand bâtiment avec des ouvriers et des artisans et ses ressources lui permettaient d'être indépendant et pouvait concentrer ses énergies sur le savoir.
Un jour, Abou Hanifa croisa la route du célèbre imam Ach-Cha'bi qui, voyant en lui des signes d'intelligence et de vivacité d'esprit, l'incita à chercher la science religieuse auprès des ouléma et de leurs cercles. Il s'initia d'abord à la philosophie et au kalâm avant de les délaisser au profit de la littérature, la généalogie, l'histoire de l'Arabie, et surtout à la science du fiqh et du hadîth.
Il eut l'occasion de rencontrer des tabi'îne et des savants, tels que Ja'far al-Sâdiq et Zayd Ben Ali ou l'Imam Mâlik ibn Anas au cours de ses nombreux voyages qui avaient pour but de parfaire sa connaissance.

### Théologie et droit

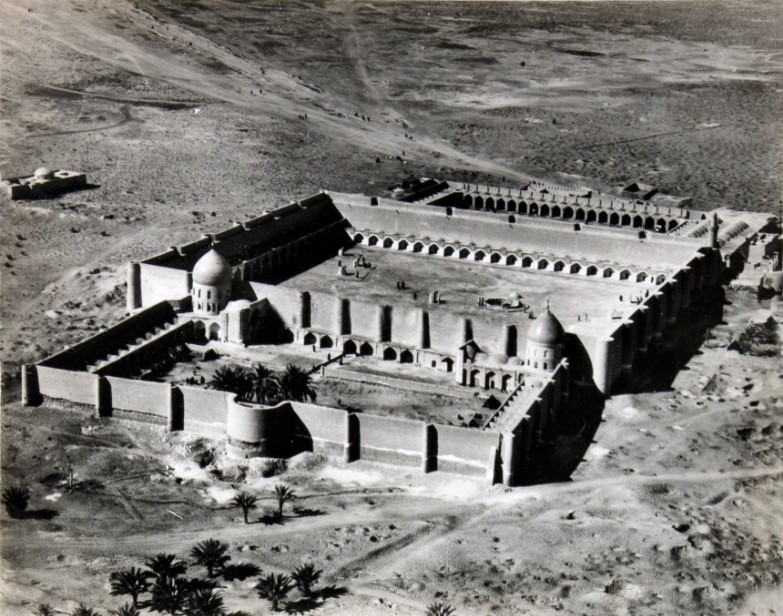
La mosquée de Koufa en 1915

Au début de sa carrière, Abū Hanīfa se consacre à la théologie. Dans ce domaine, il a rapidement gagné en notoriété et en prestige à Kufa et a rassemblé son propre cercle d'étudiants autour de lui. Il influence grandement un des premiers courants de théologie musulmane, le murjisme. Son œuvre est le Musnad Abou Hanifa, une collection de ahadith. Plus tard, il s'est consacré à la loi islamique (charia). Son mentor était Hammad ibn Abi Sulaiman, après qui Abu Hanifa a nommé son fils aîné (ar). Il aurait également entendu des conférences d'Ata ibn Abi Rabah à La Mecque. Il a également fait la connaissance des cinquième et sixième imams des "Douze Imams" chiites, Muhammad al-Bāqir et Jafar as-Sādiq, qui ont également fondé l'école de droit jafarite. Parmi ses étudiants les plus importants figurent Abu Yusuf, al-Shaybani et, après ceux-ci, Zufar Ibn al-Hudhayl.
Il est ainsi établi qu'Abu Hanifa obtint sa connaissance principalement de son maître Hammad ibn Abi Sulayman, qui succéda à Ibrahim an-Nakha'i, qui succéda à son oncle Alqamah ibn Qays an-Nakha'i, qui succéda à Abdullah ibn Masud, envoyé à Koufa par le deuxième calife de l'islam Omar ibn al-Khattâb. Ou comme le veux la métaphore : « Le Fiqh a été planté par Ibn Masud qu'Allah soit satisfait de lui, arrosé par Alqamah, récolté par Ibrahim an-Nakha’i, broyé par Hammad, moulu par Abou Hanifa ».
Il étudia pendant 18 ans sous la direction de Hammad, et bien qu'il devint compétent pour enseigner, il resta son humble étudiant jusqu'à sa mort en 737 date à laquelle il reprit le flambeau à l'âge de 40 ans. Il tenait d'ailleurs ses cours au même endroit que ses prédécesseurs depuis Abdullah ibn Masud.
Il avait une méthode d'enseignement originale qui était basée sur la choura. Confronté à une question juridique, il ne donnait pas la réponse directement mais exposait la question à ses disciples pour que chacun propose une solution argumentée. Puis, il commentait les propos de ceux-ci, en rectifiant ce qui méritait de l'être, et enfin, au terme de la discussion, il montrait les différents aspects du problème et donnait alors seulement les éléments de réponse qui étaient alors enregistrés. Cette approche interactive est caractéristique de l’école hanafite. En effet, Abou Hanifa s’est fait connaître pour avoir favorisé l’utilisation de la raison dans ses décisions juridiques (faqīh dhū raņy) et même dans sa théologie. L’école théologique d’Abou Hanifa est ce qui deviendra plus tard l’école maturidite de la théologie sunnite.

### Mort

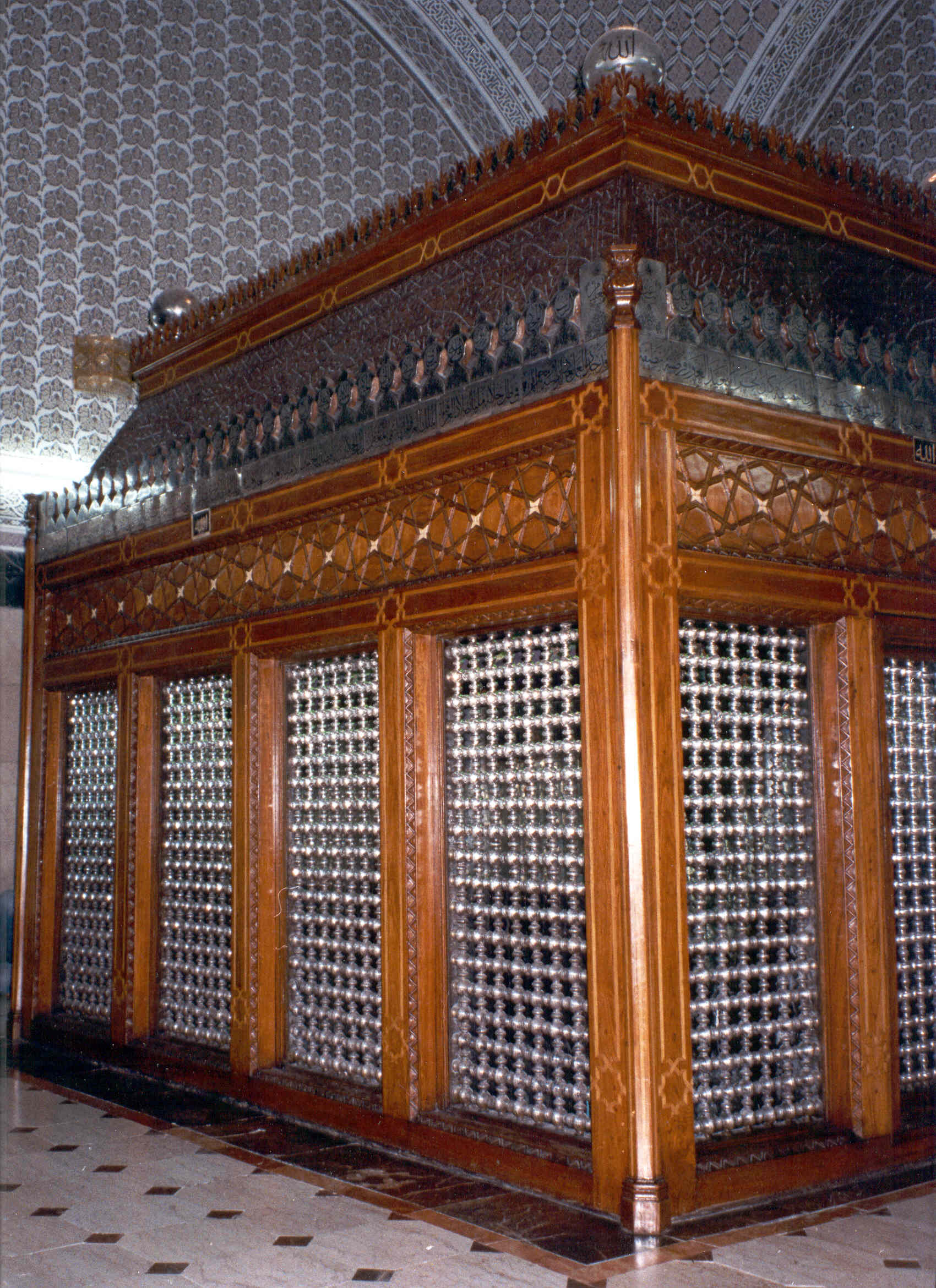
Tombe d'Abu Hanifa, 5 juin 1997

Le 15 rajab 150 AH / 15 août 767, Abou Hanifa meurt en prison. La cause de sa mort demeure incertaine. Abou Hanifa aurait émis un avis juridique appelant à l'insurrection contre Al-Mansour qui l'aurait empoisonné en retour. Une autre tradition raconte qu'en 146 AH / 763, al-Mansour, le deuxième monarque abbasside offrit à Abou Hanifa le poste de juge en chef de l’État. Celui-ci déclina l’offre, préférant rester indépendant.
Son élève Abou Yoûsouf a ensuite été nommé Qadi Al-Qudat (juge en chef de l’État) par le calife Hâroun ar-Rachîd. Entre-temps, Yazid ibn Omar al-Fazari (en), le gouverneur omeyyade de l'Irak, avait reitéré la demande d'al-Mansour à Abou Hanifa, qui la refusa à nouveau. Il est rapporté qu'en réponse à al Mansour, Abou Hanifa rétorqua qu'il ne se sentait pas de taille pour le poste ; et Al Mansour, sachant pour quelles raisons il lui avait proposé ce poste, se mit en colère et l'accusa de mentir. Ce à quoi Abou Hanifa répondit : « Si tu dis vrai (c'est-à-dire au sujet du fait que je suis un menteur), alors il est évident que je ne suis pas compétent pour le poste de juge. Et si c'est moi qui suis dans la vérité, alors je confirme que je suis incompétent. » Outré par sa réponse, le monarque le fit arrêter, emprisonner et torturer. Il ne fut jamais nourri ni soigné, mais, même dans ces conditions, il continua d'enseigner à ceux qui étaient autorisés à le voir.
La tradition dit aussi qu'il y avait 50 000 personnes qui ont assisté à ses funérailles que la prière funéraire a du être répété six fois avant qu’il ne soit enterré. Selon l'historien Al-Khatib al-Baghdadi, des gens lui ont récité des prières funéraires pendant vingt jours entiers. Plus tard, après de nombreuses années, la mosquée Abou Hanîfa a été construite en son honneur dans le quartier Adhamiyah de Bagdad, non loin de sa tombe. De son vivant, Abou Hanifa a soutenu la cause de Zayd ibn Ali et d'Ibrahim ibn Abdoullah ibn al-Hassan (ar), tous deux a'immah zaydites.
En 914 AH / 1508, la tombe d'Abou Hanifa et celle d'Abd al Qadir al-Jilani ont été détruites par Ismaïl Ier, le chah des Séfévides et en 941 AH / 1534, les Ottomans qui reconquièrent Bagdad l'ont reconstruite.

## L'école hanafite

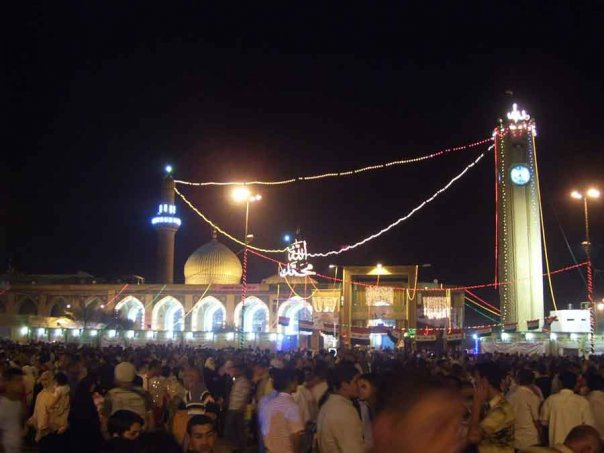
Mosquée Abou Hanîfa

Abou Hanîfa est le premier à avoir « défini un ordre légal sur la base d'une interprétation des sources qui fait appel au jugement humain (en arabe : رأْي, râ'y), non pour se substituer à la révélation, mais pour faire un emploi plus complet des sources révélées. Sa méthode n'est pas seulement exégétique, mais spéculative ». En d'autres termes, dans le cadre de la charia, l'école hanafite admet l'opinion personnelle du juge, que l'on appelle aussi le « jugement préférentiel » (en arabe : استحسان, istihsân), lorsque les sources fondamentales traditionnelles (Coran, sunnah, ijma' et opinions des sahaba et qiyas) ne permettent pas d'élucider un cas. Cette démarche, ainsi que la décision qui en résulte, doit toutefois « avoir pour base un élargissement de la troisième source du droit, le qiyâs, ou raisonnement analogique ».
Cette école est aussi connue pour discuter des problèmes hypothétiques de fiqh, à visée de pouvoir résoudre un problème avant qu'il ne se pose. Les hanafites furent ainsi nommés les gens de la raison.
On prête à tort à cette école un éloignement à la science du hadith du fait qu'Abu Hanifah était incompétent dans ce domaine, or son statut dans la science du hadith est attesté par des spécialistes[Qui ?],[source secondaire nécessaire].
Parmi les continuateurs les plus connus de Abou Hanîfa, figurent Abou Yoûsouf, Zufar Ibn al-Hudhayl et Mouhammad Al-Shaybânî, ce dernier étant l'auteur du Grand recueil (Al-Djâmi Al-Kabîr) rapportant les traditions de l'imâm.

## Statut générationnel parmi les salaf
Abou Hanifa est considéré par certains comme l’un des Tabi‘un, la génération d'après les Sahaba, qui étaient les compagnons du prophète de l'islam Mahomet. Cela est basé sur des rapports affirmant qu’il a rencontré au moins quatre Sahaba, dont Anas ibn Malik. Certains rapports vont même jusqu'à dire qu’il a transmis des ahadith de lui et d’autres compagnons de Mahomet,. D’autres sont d’avis qu’Abou Hanifa n’a vu qu’une demi-douzaine de compagnons, peut-être à un jeune âge, et qu’il n’a pas rapporté directement leurs ahadith.
Abou Hanifa naît 67 années juliennes / 69 années hégiriennes après la mort de Mahomet mais à l’époque de la première génération de musulmans, dont certains vivaient jusqu’à la jeunesse d’Abou Hanifa. Anas ibn Malik, le servant de Mahomet, mourut en 93 AH / 711 et un autre compagnon, Abul Tufail Amir bin Wathilah, mourut après 100 AH / 718, lorsqu'Abou Hanifa avait 20 ans. En outre, Ibn Hajar al-Haytami mentionne jusqu'à 17 sahaba qu'Abou Hanifa aurait rencontré : Anas ibn Malik, 'Amr ibn Hurayth (en), 'Abdullah unays al-Juhani, 'Abdullah ibn al-Harith, Jabir ibn Abdullah, 'Abdullah ibn Abi Awfa (en), Wathilah ibn al-Asqa', Ma'qil ibn Yasar, Abut Tufayl 'Amir ibn Wathilah, 'Āʾisha bint Ajrad, Sahl ibn Sa'd (en), Saib ibn Khallad, Saib ibn Yazid, 'Abdullah ibn Busrah, 'Abdullah ibn Ja'far (en), Mahmoud ibn Rabi', Abu Umamah (en),.
Selon un des hadîths qu'il transmit via Anas ibn Malik : « Chercher la connaissance est l'obligation de tout musulman ».

## Accueil

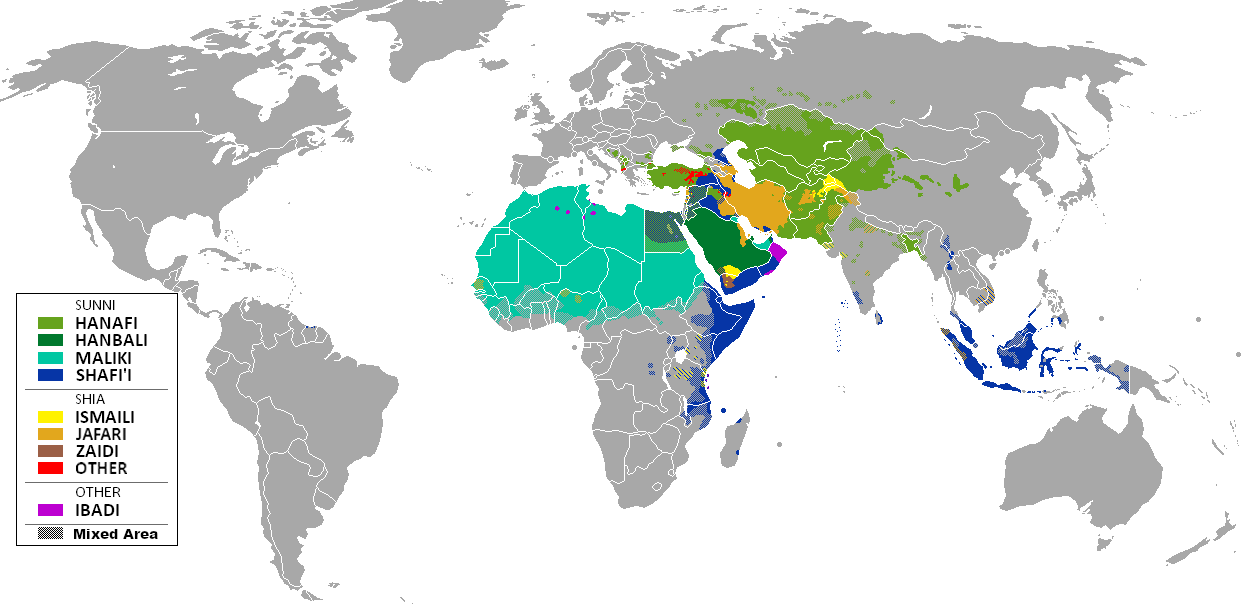
Carte du monde musulman. L'Hanafisme (vert herbe) est l’école sunnite prédominante en Turquie, dans les Balkans, la Ciscaucasie, le Moyen-Orient du Nord et de nombreuses parties de l’Égypte, en Asie centrale ainsi que dans la plupart du sous-continent indien.

Abou Hanifa est l’un des plus grands fuqaha (juristes) de la civilisation islamique et l’un des grands philosophes juridiques de l'humanité. Il acquit un statut très élevé dans les divers domaines de la connaissance sacrée et influença considérablement le développement de la théologie musulmane. Au cours de sa vie, il a été reconnu par le peuple comme un faqih de la plus haute importance.
En dehors de ses réalisations savantes, Abou Hanifa est connu parmi les musulmans sunnites comme un homme aux plus hautes qualités personnelles : un homme accomplissant les bonnes œuvres, remarquable pour son abnégation, son esprit humble, sa dévotion et son admiration pieuse d'Allah.
Sa tombe, surmontée d’une coupole érigée par des admirateurs (parmi lesquels Abou Saad al-Khwarizmi ou al-Moustawfi, le grand vizir de l'empereur seldjoukide Alp Arslan) en 459 AH / 1066, est encore un sanctuaire pour les pèlerins. Elle fut restaurée en 941 AH / 1535 par Soliman le Magnifique après la conquête ottomane de Bagdad (en).
Le titre honorifique d'al-Imâm al-A'zam ("le plus grand guide") lui a été accordé tant dans les communautés où sa théorie juridique est suivie qu’ailleurs. Selon John Esposito, 41% de tous les musulmans suivent l’école hanafite. Sami Aldeeb mentionne pour sa part qu'« environ la moitié des musulmans la suivent ».
Abou Hanifa avait aussi des détracteurs. Le savant zahirite Ibn Hazm cite le tabi‘ at-tabi‘in Sufyân ibn ʻUyayna (en) à son propos : "Les affaires des hommes étaient en harmonie jusqu’à ce qu’elles soient changées par Abou Hanifa à Koufa, Othman al-Batti à Bassorah et Mâlik ibn Anas à Médine". L'ancien juriste musulman Hammad ibn Salamah (en) a raconté une fois l’histoire d’un bandit de grand chemin qui se faisait passer pour un vieil homme afin de dissimuler son identité; il a ensuite fait remarquer que si le voleur était encore en vie, il serait un adepte d’Abou Hanifa.

## Ses œuvres
Beaucoup d'entre elles ont été perdues.
- Kitaab-ul-Aathaar compilé par ses deux élèves Abou Yoûsouf et Mouhammad Al-Shaybânî et contenant près de 70 000 hadîths.
- Al-Fiqh al-Akbar. Livre parlant sur la croyance de l’imam Abu Hanifa
- Kitaabul Rad ala-l-Qaadiriyah
- Al-'Âlim wa'l-Muta'allim, qui se présentait sous la forme de dialogues. L'ouvrage semble perdu.
- Musnad Abou Hanîfa, recueil de hadiths réunis en un seul volume par Abou al-Mu'yid Muhammad ben Mahmûd al-Khwârezmî (m. en 665 H). Pour composer cet ouvrage, l'auteur s'est appuyé sur une douzaine recueils de hadiths dans la tradition d'Abou Hanîfa [44].